# 透明電極
透明電極とは高い電気導電性と可視光透過性を兼ね備えた併せ持つ材料（透明導電体）を用いた電極のことである。透明性と導電性の両方が求められる電子デバイス（液晶ディスプレイ・タッチパネル・発光ダイオード・太陽電池など）の電極材料として用いられる。

## 概要
液晶ディスプレイや有機EL、タッチパネル、有機太陽電池などの電子表示装置に使用される。
いずれも化合物半導体の一種で従来は酸化インジウムスズが使用されてきたが、資源の高騰により、近年では代替素材の開発が進められ、酸化亜鉛、酸化スズ等が開発されつつある。他にポリアニリンやグラフェン等の有機材料の開発も進められる。

## 種類

### 酸化インジウムスズ
透明度や導電性が優れているものの、豊羽鉱山の閉山等に伴いインジウムの価格が高騰しており、代替素材の開発が進められる。

### 酸化亜鉛
材料費が安いので代替材料の候補として開発が進む。

### 酸化スズ
材料費が安いので代替材料の候補として開発が進む。

### 酸化チタン
光学特性、耐候性に優れるため太陽電池の電極として開発が進む。

### グラフェン
代替材料の候補として開発が進む。